# Carne Ross
Carne Ross (Londres, 1966) és un diplomàtic anglès, fundador i director d'Independent Diplomat, un grup d'assessoria diplomàtica. Carne Ross va ser mestre a Zimbabwe abans d'assistir a la Universitat d'Exeter, on va estudiar economia i política. Va ingressar al servei diplomàtic britànic el 1989. El testimoni de Ross a la Butler Review, una investigació sobre la presència d'armes de destrucció massiva a l'Iraq, argument utilitzat per dur a terme la invasió de l'Iraq de 2003, va contradir directament la posició oficial britànica sobre la justificació d'aquesta guerra.

## Trajectòria diplomàtica
Carne Ross es va unir al Ministeri d'Exteriors del Regne Unit treballant a l'ambaixada britànica de Bonn (Alemanya), abans de passar a la missió del Regne Unit a l'Organització de les Nacions Unides (ONU), on va treballar des del desembre de 1997 fins al juny de 2002.
A l'ONU, Ross va treballar com a especialista de la delegació del Regne Unit a l'Orient Mitjà. Ross també va treballar en diverses resolucions rellevants del Consell de Seguretat, com la Resolució 1284, on es reescrivia la política del Consell a l'Iraq i s'establia la creació de la Comissió de Control, de Verificació i d'Inspecció de les Nacions Unides (UNMOVIC), el cos d'inspecció d'armes de l'Iraq. També va ser el negociador del Regne Unit a la resolució que establia la Força Internacional d'Assistència i de Seguretat (ISAF) a l'Afganistan i la resolució del Consell de 12 de setembre de 2001, on es va condemnar els atemptats del dia anterior.
Posteriorment, Ross va exercir de coordinador d'estratègia per a la Missió d'Administració Provisional de les Nacions Unides a Kosovo (UNMIK), que va idear i dirigir l'ONU i la política del govern per implementar una sèrie de normes per millorar la governança, l'Estat de Dret i la protecció dels drets humans a Kosovo, i aconsellar al Representant Especial del Secretari General sobre les tàctiques diplomàtiques i polítiques.
Va deixar el servei britànic el 2004, després de 15 anys. Actualment és partidari de la proposta d'Assemblea Parlamentària de les Nacions Unides. El 2004 va fundar l'organització no governamental Independent Diplomat, que ha tingut com a clients el govern de Kosovo, i els independentistes de Somalilàndia, Sudan del Sud o el Sàhara Occidental.

### Testimoni sobre el paper del Regne Unit a la invasió de l'Iraq
Ross va declarar durant la Butler Review, que investigava els errors dels serveis d'intel·ligència durant el període previ a la invasió de l'Iraq. En ella va afirmar que en cap moment durant el seu treball a l'Iraq (1998 – 2002) al servei del Regne Unit o els EUA avalués que les armes de destrucció massiva de l'Iraq representaven una amenaça. També va dir que van ser ignorades les alternatives disponibles a la guerra de l'Iraq, com la focalització en els ingressos il·legals provinents del petroli de l'Iraq. Aquest testimoni va desafiar directament les afirmacions de Tony Blair, que assegurava que la guerra estava justificada legalment per la possessió per part de Saddam Hussein d'armes de destrucció massiva que suposaven una amenaça per als interessos britànics. El testimoni va ser publicat pel Commons Select Committee on Foreign Affairs [Comitè dels Comuns d'Afers Exteriors], després que els parlamentaris demanessin garanties al Ministeri d'Exteriors que no violaria l'Official Secrets Act [Llei de Secrets Oficials]. A una entrevista a The Brooklyn Rail, Ross va dir que «en molts aspectes, les sancions contra el poble iraquià van ser pitjors que la guerra, perquè l'economia va retrocedir dècades i el servei de salut es va deteriorar molt fortament».

## Obra publicada
El 2007 Carne Ross va publicar el llibre anomenat Independent Diplomat: Dispatches from an Unaccountable Elite i el 2011, The Leaderless Revolution. També va escriure una obra de teatre titulada The Fox, que va gaudir d'una bona rebuda a Nova York a principis de 2001.